# جلال معوض
جلال معوض (1 يناير 1920/1930- 5 مارس 1997) هو إعلامي مصري، أشتهر جلال بأنه مذيع الثورة، فهو المذيع الذى تطوع بإلقاء بيان ثورة 23 يوليو الأول رغم المخاطر التى كانت تهدد مستقبله، التحق بالإذاعة المصرية في 18 نوفمبر 1950، وكان أحد مذيعها البارزين، ارتبط صوته بكثير من المناسبات الوطنية والقومية، ارتبط أيضا بالبرنامج الشهير «أضواء المدينة». وكان من أبرز مقدمي حفلات أم كلثوم ووصفه للجو العام للحفلة والوصف الدقيق أحياناً لما يشاهده وهو جالس في مكان عالٍ في الصالة.

## حياته
جلال محمد  مواليد الأول من يناير سنة 1920 في محافظة أسيوط، التحق بكلية الآداب جامعة القاهرة وحصل علي درجة إجازة العالية من قسم التاريخ سنة 1950، عمل في 18 نوفمبر 1950 بالإذاعة المصرية، تزوج من الممثلة الراحلة ليلى فوزي، أحيل إلى التقاعد في 1 يناير سنة 1990.

## مسيرته
يعد جلال من مذيع الإذاعة المصرية البارزين، كان أول مذيع يقرأ بيان ثورة يوليو، وكانت أول نشرة أخبار يقرؤها جلال معوض في عيد الفطر، بالاشتراك مع السيدة همت مصطفى، وبالإضافة إلى قراءة النشرات الإخبارية، قدم العديد من البرامج من أهمها (شخصية الأسبوع) عن أعضاء مجلس قيادة الثورة، وتولى الإشراف على ركن القوات المسلحة، بدأ تقديم برنامج أضواء المدينة سنة 1954، عُين جلال معوض سنة 1960 كبيراً للمذيعين لكنه ترك العمل بالإذاعة سنة 1970 للعمل مديراً للعلاقات الخارجية بوزارة الثقافة وعاد للإذاعة مرة ثانية سنة 1986 من خلال البرنامج الرمضانى (قراءة في كتاب) الذى اشترك في تقديمه مع عدد من كبار الإذاعيين .
قدم جلال معوض بصوته تعليقاً للفيلم التليفزيونى (الطريق إلى إيلات).

## تكريمه
- كرمه الرئيس السابق حسني مبارك في عيد الإعلاميين السابع باعتباره من الإذاعيين الرواد وصاحب مدرسة في فن الإلقاء الإذاعى .
- حصل علي وسام الجمهورية.